# Doktor Eggman
Doktor Eggman (właśc. Ivo Robotnik) – postać fikcyjna z serii gier komputerowych Sonic the Hedgehog.

## Opis i projekt postaci
Doktor Eggman to główny antagonista w serii gier komputerowych Sonic the Hedgehog. Jest wnukiem naukowca profesora Geralda Robotnika i kuzynem Marii Robotnik. Ma IQ równe 300.

Podczas projektowania nowej maskotki Segi powstało kilka propozycji. Wśród nich znalazła się postać starszego mężczyzny z wąsem. Ostatecznie z tego projektu powstała postać Eggmana, a na maskotkę wybrano postać jeża. 

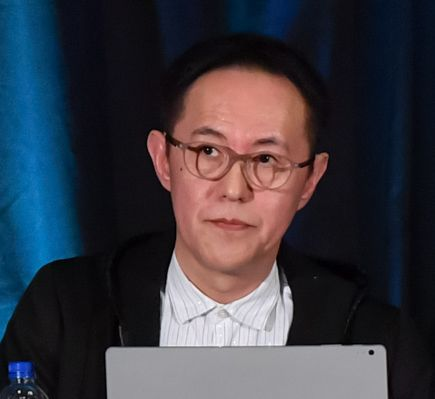
Naoto Ōshima, twórca Doktora Eggmana

Początkowo postać nosiła nazwę Eggman, jednak przy lokalizowaniu gry Sonic The Hedgehog na zachodzie zmieniono nazwę na Ivo Robotnik. Zmiana ta została dokonana bez konsultacji z twórcami gry. Jego prawdziwe imię to Ivo Robotnik, a Eggman jest jego pseudonimem nawiązującym do jego kształtu.

## Głosy
Poczynając od Sonic X aktorem głosowym Eggmana jest Mike Pollock, który przejął tę rolę od Deema Bristowa. W 2021 roku zapowiedział, że nadal będzie udzielał głosu Doktorowi.
Od 1998 roku japońskiego dubbingu udzielał Doktorowi Eggmanowi Chikao Ōtsuka (zmarł w 2015 roku).

## Wystąpienia

### Gry komputerowe
Eggman występuje w grach komputerowych od pierwszej gry z serii o Sonicu, Sonic The Hedgehog. Jest on w nich głównym wrogiem niebieskiego jeża.

### Filmy
Doktor Eggman pojawił się w filmie Sonic. Szybki jak błyskawica i jego sequelu Sonic 2. Szybki jak błyskawica. W obu z nich w rolę Eggmana wcielił się Jim Carrey.
Postać pojawiła się także w filmach: Ralph Demolka oraz jego kontynuacji, Ralph Demolka w internecie.

## Odbiór
GamesRadar+ umieścił Doktora Eggmana na 9. miejscu na liście najlepszych złoczyńców, natomiast Screen Rant na 27. miejscu na liście 30 najpotężniejszych złoczyńców w grach komputerowych.